# Powiat ropczycko-sędziszowski

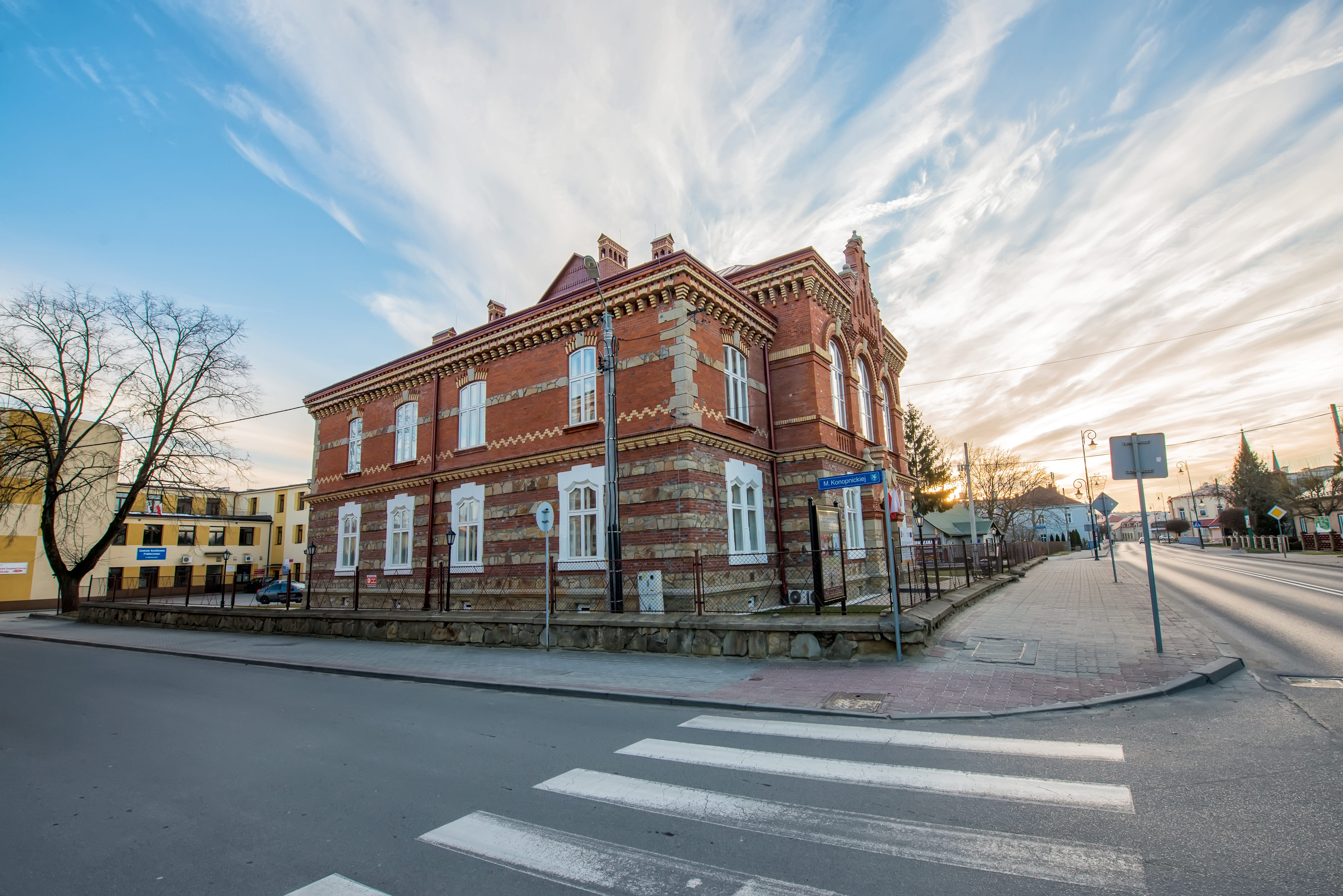
Powiatowe Centrum Edukacji Kulturalnej w Ropczycach

Powiat ropczycko-sędziszowski – powiat w Polsce (województwo podkarpackie), utworzony w 1999 roku w ramach reformy administracyjnej. Jego siedzibą jest miasto Ropczyce.
Według danych z 31 grudnia 2019 roku powiat zamieszkiwało 74 515 osób. Natomiast według danych z 31 grudnia 2021 roku powiat zamieszkiwały 74 006 osoby

## Położenie geograficzne
Powiat leży na pograniczu dwóch odmiennych krain geograficznych:
- rejony północne to tereny nizinne o klimacie podgórskich nizin i kotlin (Kotlina Sandomierska),
- rejony południowe to tereny górzyste (Pogórze Karpackie).

Główną rzeką regionu jest Wielopolka. Powiat sąsiaduje z 5. powiatami: mieleckim, kolbuszowskim, strzyżowskim, dębickim i rzeszowskim.
Przez teren powiatu przebiegają szlaki komunikacyjne biegnące ze wschodu na zachód Polski, stanowiące istotny element infrastruktury tranzytowej kraju:
- autostrada A4
- droga krajowa nr 94,
- linia kolejowa E 30 z Krakowa przez Rzeszów do przejścia granicznego z Ukrainą w Medyce.

## Podział administracyjny
W skład powiatu wchodzi:
Gminy miejsko-wiejskie
- Ropczyce
- Sędziszów Małopolski

Gminy wiejskie
- Iwierzyce
- Ostrów
- Wielopole Skrzyńskie

Miasta
- Ropczyce
- Sędziszów Małopolski

## Demografia
Liczba ludności (dane z 31 grudzień 2021):
|        | Ogółem | Ogółem | Kobiety | Kobiety | Mężczyźni | Mężczyźni |
| osób   | %      | osób   | %       | osób    | %         |           |
| ------ | ------ | ------ | ------- | ------- | --------- | --------- |
| Ogółem | 74 006 | 100    | 37 440  | 50,59   | 36 566    | 49,41     |
| Miasto | 28 128 | 38,01  | 14 347  | 19,39   | 13 781    | 18,62     |
| Wieś   | 45 878 | 61,99  | 23 093  | 31,20   | 22 785    | 30,79     |

▶Wieś vs ▶miasto
Ogółem (▶k, ▶m)
Miasto (▶k, ▶m)
Wieś (▶k, ▶m)
- Piramida wieku mieszkańców powiatu ropczycko-sędziszowskiego w 2021 roku[1]

## Historia
Powiat ropczycko-sędziszowski położony jest w południowo-wschodniej części Polski na styku Pogórza Karpackiego i Niziny Sandomierskiej. Lesisty próg Pogórza Karpackiego, wolny od bagien i słabo zalesiony, sprzyjał przemieszczaniu się rodów koczowniczych z zachodu na wschód. Od XII wieku przez ten teren przebiegał szlak komunikacyjny z Polski na Ruś. Od czasów najdawniejszych ziemie te wchodziły w skład księstwa, a później województwa sandomierskiego. Stanowiły czoło ówczesnej Rzeczypospolitej, a istniejące osady miały charakter grodów obronnych z pogranicza. Dotyczy to szczególnie Olchowej, Będziemyśla, Wiercan, Zagórzyc, Gnojnicy i Iwierzyc. Warto pamiętać, że istniały już wtedy wsie: Konice z 1069 r., Lubzina z roku 1185, Sędziszów z 1212 r., Ropczyce z 1254 r., Glinik, Broniszów, Zagórzyce i Wiercany. Obiekty mieszkalne rozmieszczane były symetrycznie w stosunku do pewnego centrum, najczęściej kościoła lub siedziby magnackiej. Lokacje, tzw. kazimierzowskie dokonywane były na prawie niemieckim, a często przy udziale niemieckich osadników (Nawsie). Tak powstawały „łany leśne”, czyli zabudowa szeregowa wzdłuż szlaku, czy strumienia. Takie cechy wykazuje zabudowa Niedźwiady, Gnojnicy, Bystrzycy, Skrzyszowa. W wyniku akcji osadniczej powstało wiele nowych miejscowości: Góra Ropczycka, Iwierzyce, Budzisz, Gnojnica, Witkowice, Ostrów, Borek oraz Wielopole (Książęca Góra).
W średniowieczu centrum rozwoju gospodarczego były Ropczyce, które 3 marca 1362 roku otrzymały prawa miejskie z rąk króla Kazimierza Wielkiego. W tym też roku powstała parafia Ropczyce. Ugruntowaną pozycję miała zaś parafia z siedzibą w Sędziszowie. Współcześni historycy początki Sędziszowa wiążą z rodem Odrowążów, w którym w XIII w. popularne było imię Sąd, od którego wywodzą nazwę miasta. Na awans do grona miast czekał Sędziszów do 1483 roku. Wówczas Jan Odrowąż ze Sprowy uzyskał stosowny przywilej, w którym zatwierdzone zostały granice nowego ośrodka miejskiego. Zatem pierwsze wieki istnienia Sędziszowa związane są z przynależnością do kompleksu majątkowego rodu Odrowążów. Zawdzięcza im Sędziszów sporo: poza prawami miejskimi i przywilejem na organizowanie jarmarków, także herb (rodowy znak Odrowążów od XV w. jest godłem miasta). Najstarszym miastem było Wielopole Skrzyńskie, którego historia sięga XI w., a więc czasów króla Bolesława Śmiałego. Przypuszczalnie na Stroszowej Górze powstał we wczesnym średniowieczu gród obronny, a później obok niego rozwinęła się osada. Prawa miejskie wieś otrzymała ok. 1348 r. jako Furstenberg (Książęca Góra). O awansie do grona miast zadecydowało położenie Wielopola Skrz. na drodze handlowej z Sandomierza przez Ropczyce, doliną Wielopolki, w kierunku przełęczy karpackich na Węgry.
Okres największego rozkwitu tych ziem przypada na XV i XVI stulecie. W 1614 roku ze starostwa sandomierskiego wydzielono starostwo ropczyckie z siedzibą w Górze Ropczyckiej. Wówczas ropczyckim starostą został mianowany przez króla Mikołaj Spytek Ligęza z Borku.
Po rozbiorach Polski ropczyckie starostwo znalazło się pod panowaniem austriackim. Na zajętych terenach w latach 1773–1775 zaborcy utworzyli 6 cyrkułów i 59 okręgów. Ropczyce i okolice weszły do cyrkułu pilzneńskiego, a później jasielskiego. W czasie kolejnej reformy administracyjnej w 1850 roku, w ramach cyrkułów utworzono „powiaty sądowe”. W latach 1865–1867 zlikwidowano cyrkuły tworząc powiaty administracyjne. Powstał wówczas powiat m.in. w Ropczycach – obejmujący Dębicę z przyległymi terenami. W 1937 roku Ropczyce zostały pozbawione praw powiatu na rzecz Dębicy. Na mocy decyzji Rady Ministrów z dnia 12 listopada 1955 roku Ropczyce ponownie stały się powiatem, jednak tereny przyległe do Dębicy pozostawiono w utworzonym tam powiecie. W maju 1975 roku sejm uchwalił dwustopniowy podział administracyjny. Likwidacja powiatów, w tym ropczyckiego nie zahamowała rozwoju regionu. Ponowna reaktywacja powiatu nastąpiła wraz z reformą administracyjną, która weszła w życie z dniem 1 stycznia 1999 roku. Dawny powiat przywrócono pod nazwą powiat ropczycko-sędziszowski z siedzibą w Ropczycach, łączący w jednostkę administracyjną pięć gmin: Ropczyce, Sędziszów Małopolski, Iwierzyce, Ostrów, Wielopole Skrzyńskie.
Poprzednikiem powiatu ropczycko-sędziszowskiego był powiat ropczycki. Został on powołany dnia 1 stycznia 1956 roku w województwie rzeszowskim, czyli 15 miesięcy po wprowadzeniu gromad w miejsce dotychczasowych gmin (29 września 1954) jako podstawowych jednostek administracyjnych PRL. Na powiat ropczycki złożyły się 2 miasta i 22. gromady, które wyłączono z powiatu dębickiego w tymże województwie:
- miasta Ropczyce i Sędziszów,
- gromady Borek Wielki, Brzeziny, Bystrzyca, Chechły[5], Czarna Sędziszowska, Glinik, Gnojnica, Iwierzyce, Kamionka, Lubzina, Łączki Kucharskie, Mała, Nawsie, Niedźwiada, Nockowa, Ocieka, Olchowa, Ostrów, Wielopole Skrzyńskie, Witkowice[5], Wolica Ługowa i Zagorzyce.

1 stycznia 1973 roku zniesiono gromady i osiedla, a w ich miejsce reaktywowano gminy. Powiat ropczycki podzielono na 2 miasta i 5 gmin:
- miasta Ropczyce i Sędziszów,
- gminy Iwierzyce, Ostrów, Ropczyce, Sędziszów Małopolski i Wielopole Skrzyńskie.

Po reformie administracyjnej obowiązującej od 1 czerwca 1975 roku, terytorium zniesionego powiatu ropczyckiego włączono do nowego (mniejszego) województwa rzeszowskiego.
1 lutego 1991 roku miasto i gminę Ropczyce połączono we wspólną gminę miejsko-wiejską Ropczyce, a 1 stycznia 1992 roku podobnej komasacji uległy miasto i gmina Sędziszów Małopolski.
Wraz z reformą administracyjną z 1999 roku w województwie podkarpackim dawny powiat przywrócono, jednak pod nazwą powiat ropczycko-sędziszowski z siedzibą w Ropczycach. Nowy powiat ma ten sam obszar, co ten z początku 1973 roku.

## Gospodarka
- rolnictwo – użytki rolne stanowią 66,5% powierzchni powiatu (w tym grunty orne: 46,9%, łąki i pastwiska: 18,4%, sady: 1,2%)
- przemysł – najbardziej rozwinięte branże to: rolno-spożywcza, materiałów ogniotrwałych, elektromaszynowa, drzewna.

## Religia
- Kościół rzymskokatolicki: 16 parafii;
- Świadkowie Jehowy: zbór (w tym grupa języka migowego)[11].

## Starostowie ropczycko-sędziszowscy
- Marek Bujak (1999–2002)
- Wiesław Rygiel (2002–2006) (PSL)
- Józef Rojek (2006–2010) (PiS)
- Stanisław Ziemiński (2010–2014)
- Witold Darłak (2014–2024) (PiS)
- Piotr Kapusta (od 2024) (PiS)

## Sąsiednie powiaty i gminy
- powiat kolbuszowski – Niwiska, Kolbuszowa
- powiat rzeszowski – Świlcza, Boguchwała
- powiat strzyżowski – Czudec, Strzyżów, Wiśniowa, Frysztak
- powiat dębicki – Brzostek, Dębica
- powiat mielecki – Przecław